# Kalcium-szulfát
A kalcium-szulfát egy ipari körülmények között és laboratóriumokban is széles körben használt szervetlen vegyület. Száraz állapotban nagy vízmegkötő-képességgel rendelkezik. A természetben előforduló kalcium-szulfát áttetsző, fehéres kristályok alkotta kőzet, kereskedelmi forgalomba kerülve a hozzáadott kobalt-klorid miatt kék vagy rózsaszín színt kap. A kobalt-klorid szerepe, hogy színváltozása jelzi a kalcium-szulfátban található víz mennyiségét. Félvizes állapotában (CaSO4·0,5H2O) égetett gipszként hivatkoznak rá, és gyakran vakolatként használják. Két molekula kristályvizet tartalmazó állapotában gipszet alkot (CaSO4·2H2O). A VIII. Magyar Gyógyszerkönyvben Calcii sulfas dihydricus    néven hivatalos.  

## Ipari előállítása
Fő forrása a természetben megtalálható gipsz és evaporit. Ezeket vagy külszíni fejtéssel bányásszák, vagy mély bányákból kerülnek felszínre. A Föld gipszkitermelése körülbelül évi 100 millió tonna.
A bányászaton kívül a kalcium-szulfát számos egyéb kémiai eljárás melléktermékeként is keletkezik:
- A kőolajszármazékok, és a cement tisztítása során, amikor a kéntartalmat eltávolítják az anyagot általában finomra őrölt mészkőn vezetik keresztül, így az megköti a kéntartalmat.
- Foszforsav előállítása során (a foszfáttartalmú apatitból), a kalcium-foszfátot kénessavval keverik össze. A kalcium-szulfát kicsapódik az oldatból.
- Hidrogén-fluorid előállítása során a kalcium-fluoridot kénessavval keverik össze. A kalcium-szulfát kicsapódik az oldatból.
- Cink finomításánál a cink-szulfátot mészkővel elegyítik, így a nehézfémek mint például a bárium kicsapódnak. Ez a folyamat radioaktív elemeket halmoz fel a kalcium-szulfátban, évi 200 millió tonna szennyezett kalcium-szulfát keletkezik világszerte.[2]

Az épületek bontásakor a kinyert gipszből ismét kalcium-szulfátot állítanak elő.

## Dehidratáció
A gipszet 100-150 °C-ra hevítve víztartalmának körülbelül 75%-a távozik. Ipari körülmények között általában 170 °C-ra hevítik fel a gipszet.
A dehidratáció reakcióegyenlete:
CaSO4·2H2O + hő → CaSO4·½H2O + 1½H2O (gőz)
A dehidratáció 80 °C körül kezdődik, de erősen száraz légtérben akár 50 °C körül is beindulhat. A felhasznált hőmennyiség a gipszet alig melegíti (a reakció endoterm), az energia a víz elpárolgására fordítódik. A víz távozása után a gipsz hőmérséklete gyors emelkedésnek indul.
Emiatt a tulajdonsága miatt a tűz terjedését lassítani képes falakba építik be, mert viszonylag sok idő telik el, míg a fal teljesen átforrósodik.
A kiszárított kalcium-szulfátot vízzel keverve a következő exoterm reakciót kapjuk:
CaSO4·½H2O + 1½H2O →CaSO4·2H2O

## Felhasználási területei
A kalcium-szulfátot a következő termékekben, iparágakban használják:
- kréta (iskolai)
- cement
- tűzálló fal
- gipsz (orvosi, építészeti és művészi célokra egyaránt)
- festékadalék
- mezőgazdasági talajjavítás
- talajerősítés (építkezéseknél)
- tofu koagulálószereként
- ásványvizek ásványianyag-tartalmának növelése
- kenyér és tejtermékek esetén a kalcium-tartalom növelése érdekében
- gyógyszeripar